# Stadio Viitorul
Lo stadio Viitorul (in romeno Stadionul Viitorul) è uno stadio della città di Ovidiu, nel distretto di Costanza, in Romania. Attualmente è usato principalmente per il calcio e ospita le partite interne del Farul Costanza. Ha una capienza di 4.554 spettatori.